# دهستان کهدوئیه
کهدوئیه، دهستانی است از توابع بخش گاریزات شهرستان تفت در استان یزد ایران.

## جمعیت
براساس سرشماری سال ۱۳۸۵ جمعیت آن ۱٬۱۳۳ نفر (۳۳۲ خانوار) بوده‌است.